# 李臺 (嘉靖壬戌進士)
李臺（1524年—1579年），字君佐，號文岡，浙江嚴州府壽昌縣人，民籍，明朝政治人物。

## 生平
嘉靖三十四年（1555年）乙卯科浙江鄉試第八十三名舉人。嘉靖四十一年（1562年）中式壬戌科會試第二十名，三甲第十二名進士。由漢陽推官選工科給事中，隆慶元年（1567年）五月升刑科右，十一月升工科左，二年四月升陝西副使。萬曆二年（1574年）十二月降补陕西右参议，遷江西副使，四年十月升福建右参政，仕至貴州按察使，死於任內。

## 家族
曾祖李可正，縣主簿；祖父李廷器，縣丞；父李鰲，知縣。母項氏。具庆下。兄李京。弟李度、李序。